# Església de Sant Martí (Lleida)
L'església de Sant Martí és un temple catòlic d'estil romànic al nucli antic de la ciutat de Lleida.
L'agost de 2016 va ser declarada bé cultural d'interès nacional, en la categoria de monument històric, a la vegada que la capella de Sant Jaume.
El temple és d'una sola nau coberta amb una volta apuntada, llisa i reforçada per tres arcs a la nau i un de doble absis. De tipologia pròpiament romànica tenim la traça de la planta i la configuració de la capçalera, així com l'ordenació dels murs laterals de la nau única. Especialment remarcable és l'organització interior de l'absis on, mitjançant un conjunt d'arcuacions de mig punt sobre columnes amb capitell, pràcticament exemptes, s'articula la conca absidal, d'aquesta manera es genera un joc d'ombres i llums que subratlla el sistema de volums d'aquest espai i fa possible la ficció d'una girola com la d'algunes construccions catalanes del segle xii (Sant Pere de Besalú i Sant Joan de les Abadesses). En la decoració dels capitells, cartel·les i en el portal lateral és ben manifesta la influència dels constructors de la Seu.

## Història
Sant Martí de Lleida és una església que cal situar al moment de transició entre les produccions característiques del romànic i les primeres iniciatives gòtiques, integrant més tard ampliacions i reformes que responen ja plenament a aquest estil, encara que en l'anàlisi global de l'edifici s'hagi de tenir en compte intervencions alienes a l'edat mitjana
Si bé ha estat datada al segle xiii, existeixen notícies de la parròquia de Sant Martí des de la segona meitat del segle xii, la primera de les quals remunta al 1168. Aquestes dates, juntament amb la concepció general que revela un primer projecte de l'edifici, permeten aventurar una cronologia dins la segona meitat del segle xii. Una datació en el segle xiii es justificaria pel tipus de coberta de la nau, de volta de canó apuntada recorreguda per arcs faixons que recolzen sobre columnes adossades i determinen un total de quatre trams. Per tal de restablir les proporcions originals del temple s'hauria de tenir en compte que el seu paviment fou realçat prop d'un metre en la reforma del segle xix. Als segles XIV i XV foren afegides capelles laterals, a manera de creuer, en resta només la de l'Assumpció de la Verge (1429) ara del Santíssim a la banda de l'evangeli.
Va funcionar com a parròquia de l'Estudi General de Lleida. Durant la Guerra dels Segadors va ser reconvertida en caserna militar i a començaments del segle xix s'encarregà a l'acadèmic Antoni Cellers la reforma que convertiria el vell edifici en presó municipal, funció que exercí fins a finals d'aquell segle.
En 1893, el bisbe Josep Meseguer i Costa en va recuperar la jurisdicció i va ordenar la restauració del temple. Per a això es va utilitzar la portalada de la parròquia de El Tormillo (nucli pertanyent a Peralta de Alcofea, (Osca) que en aquell temps formava part de la diòcesi de Lleida. Meseguer va adquirir l'obra a canvi de 375 pessetes, i en l'actualitat és reclamada per l'ajuntament de la localitat aragonesa. En la mateixa reforma es van afegir a la façana un finestral i una gran espadanya neoromànica.
Un cop restaurada, l'església va recuperar l'ús litúrgic fins als anys 70, quan es va construir en uns terrenys propers una nova església de Sant Martí. Des d'aleshores es va fer servir per conservar part de la col·lecció d'art sacre del Bisbat.
En 1997 es va constituir el consorci del Museu Diocesà de Lleida i es va decidir que l'església de Sant Martí serviria de seu provisional fins a la inauguració del nou museu, esdevinguda el novembre de 2007.
En l'actualitat l'església de Sant Martí roman tancada.